# Музей на Първата световна война и битката при Яребична
Музеят на Първата световна война и битката при Яребична (на гръцки: Μουσείο Α' Παγκοσμίου Πολέμου & Μάχης Σκρα) е музей в южномакедонското кукушко село Люмница (Скра), Гърция.
Музеят е отворен в 2002 година в специално построена сграда в центъра на Люмница. Идеята за основаването му е на Люмнишкото културно дружество и е подкрепена от дем Боймица. Музеят представя реликви, снимки и исторически документи от Македонския фронт по време на Първата световна война и конкретно, свързани с тежката битка при Яребична, провела се над Люмница през май 1918 година.